# Fausto Ghisalberti
Fausto Ghisalberti (Lodi, 22 dicembre 1892 – 26 gennaio 1975) è stato un critico letterario, filologo e medievista italiano.

## Biografia
Ha servito come soldato durante la prima guerra mondiale in cui venne ferito nell'ottobre del 1915 al Col di Lana e nel 1917 sul Monte Grappa ricevette una medaglia al valor militare. Pur non essendosi impegnato nella ricerca all'interno di un'università, si prodigò in questa attività nel periodo in cui insegnava al Liceo classico. Negli anni '20 e '30 i licei prevedevano questo tipo di attività e il Berchet possiede tuttora numerose pubblicazioni annuali dei professori che vi insegnarono. Membro dell'Accademia dei lincei, nel 1933 gli fu conferito il "Premio ministeriale dell'Accademia dei lincei" per le scienze filologiche.
Come medievalista, nel periodo universitario, si dedicò soprattutto alla fortuna di Persio, Virgilio e Ovidio dei secoli XII, XIII, XIV. Numerose furono le sue pubblicazioni presso l'Accademia dei Lincei e l'Istituto Lombardo di Scienze e Lettere, tra cui i suoi lavori di spicco quali, i saggi Paolo da Perugia (1929) commentatore di Persio e Arnolfo d'Orleans (1933) cultore di Ovidio nel secolo XII.
Grazie alle eccezionali conoscenze classiche e medievistiche, fu notato dal dantista Michele Barbi che lo volle fortemente per collaborare alla sua rivista Studi Danteschi, e ben presto divenne insostituibile. Proprio per questo, nel 1934, quando iniziarono a lavorare sull'opera omnia del Manzoni, su richiesta del Centro nazionale di studi manzoniani, Ghisalberti si rivelò il collaboratore ideale. Dal 1954 ha curato assieme ad Alberto Chiari le tre redazioni de I promessi sposi. Ad oggi si possono trovare svariati articoli e studi pubblicati sugli Annali Manzoniani o per il Centro Manzoniano e molti dei quali editi da rinomate case editrici milanesi (Mondadori, Rizzoli, Hoepli).

## Opere

### Filologia
- Mitografi latini e retori medievali in un codice cremonese del secolo XIV: (Fulgenzio, Alberico, Giovanni di Virgilio, Folchino de Borfoni), Ginevra, s.n., 1923, SBN TO01175654.
- Il Foscolo e l'abate Conti, in Studi su Ugo Foscolo, Torino, G. Chiantore, 1927, SBN PUV0783250.
- Paolo da Perugia commentatore di Persio, Milano, U. Hoepli, 1929, SBN SBL0739386.
- Le Chiese virgiliane di Benvenuto da Imola, Mantova, Vacchelli, 1930, SBN LO10899247.
- Per Folchino de' Borfoni, grammatico Cremonese del Trecento, Milano, Tip. San Giuseppe, 1932, SBN CUB0307512.
- Arnolfo d'Orleans, un cultore di Ovidio nel secolo XII, Milano, U. Hoepli (Pavia, Tip. Succ. Fusi), 1932, SBN CUB0307509.
- L'enigma delle naiadi, Firenze, Sansoni, 1932, SBN USM1836661.
- Di un epilogo latino attribuito al Petrarca, Torino, Chiantore, 1933, SBN UBO1574254.
- L'Ovidius moralizatus di Pierre Bersuire, Roma, Tip. Cuggiani, 1933, SBN CUB0307511.
- Giovanni Del Virgilio, Giovanni del Virgilio espositore delle Metamorfosi, introduzione di Fausto Ghisalberti, Firenze, Olschky (Tip. Giuntina), 1933, SBN CUB0314351.
- La quadriga del sole nel Convivio, s.n., s.i., 1934?, SBN UBO1574278.
- Monticoli e Capelletti, Firenze, Olschky, 1935, SBN LO10899249.
- Studi sul testo dei promessi sposi, Milano, Casa Manzoni, 1941, SBN TO00713903.
- Nuovi autografi manzoniani, Milano, Casa Manzoni, 1941, SBN TO00763471.
- Note e notizie, Milano, Casa Manzoni, 1942, SBN USM1836659.
- Michele Barbi, Il Manzoni nel carteggio Trivulzio-Betti, Milano, Casa Manzoni, 1942, SBN MIL0614577.
- Analecta manzoniana, Milano, Casa Manzoni, 1943, SBN TO00763461.
- Michele Barbi, Ancora per il carteggio manzoniano, Milano, Casa Manzoni, 1943, SBN TO00753443.
- Alessandro Manzoni, Opere varie, a cura di Michele Barbi, Milano, Casa Manzoni, 1943, SBN CUB0397170.
- (EN) Fausto Ghisalberti (a cura di), Mediaeval biographies of Ovid, in Journal of the Warburg and Courtauld Institutes, vol. 9, Worcester (USA), The Trinity press, 1946, SBN PUV0622010.
- Alessandro Manzoni, Dell'indipendenza dell'Italia, con l'aggiunta di altre pagine storico-politiche pure inedite o poco note, a cura di Fausto Ghisalberti, Milano, Casa Manzoni, 1947, SBN CUB0396899.
- Il Manzoni del Molteni, Milano, Unione tipografica, 1951, SBN MIL0761560.
- Catalogo della mostra manzoniana: 5 novembre-20 dicembre 1951, a cura e con note illustrative di Fausto Ghisalberti – precede: Schellembrid Buonanno, Maria. La Sala manzoniana di Brera (Biblioteca nazionale braidense, Milano), Milano, Tip. U. Allegretti di Campi, 1951, SBN CUB0172350.
- L'operosità scientifica di Giuseppe Rotondi, in Aevum, vol. 1, s.n., s.i., 1954, SBN PUV0615268.
- Alessandro Manzoni, I Promessi Sposi, a cura di Domenico Bulferetti, prefazione di Alfredo Galletti, s.n., s.i., 1954, SBN MIL0761550.
- Alessandro Manzoni, Tragedie: Il conte di Carmagnola, a cura di Fausto Ghisalberti, Milano, Rizzoli, 1954, SBN CUB0397225.
- Postille di Francesco Cherubini ai Promessi sposi in un raro esemplare, Milano, Unione Tipografica, 1954, SBN MIL0759145.
- Ireneo Sanesi (a cura di), Alessandro Manzoni: poesie rifiutate e abbozzi delle riconosciute, s.n., s.i., 1955, SBN MIL0761458.
- È scomparsa la decana dei pronipoti del Manzoni, Milano, s.i., 1955, SBN MIL0758976.
- Il più segreto dolore di Alessandro Manzoni, in La martinella di Milano: echi dell'anima lombarda, (con lettere inedite) – vol. 9, fasc. 9-10, Milano, s.i., settembre-ottobre 1955, SBN MIL0758976.
- Gli "Enoi" del giovanissimo Manzoni, s.n., s.i., 1957, SBN MIL0759663.
- Il Manzoni georgofilo e i suoi appunti inediti sulla nomenclatura botanica, Milano, Istituto Lombardo di Scienze e Lettere, 1957, SBN MIL0760155.
- Effusioni paterne del Manzoni: una lettera inedita al figlio Filippo ostaggio degli Austriaci, Milano, Unione Tipografica, 1957, SBN MIL0759134.
- Alessandro Manzoni, Prose minori; Lettere inedite e sparse; Pensieri e sentenze, a cura di Alfonso Bertoldi, Firenze, Sansoni, 1957, SBN CUB0397210.
- Carlo Cordié, Romanticismo e classicismo nell'opera di Victor Chauvet, e altre ricerche di storia letteraria; Victor Chauvet, Manzoni, Stendhal, Hugo e altri saggi su classici e romantici, s.n., s.i., dopo il 1958, SBN MIL0760243.
- Romano Amerio, Alessandro Manzoni filosofo e teologo, s.n., s.i., dopo il 1958, SBN MIL0760240.
- Alessandro Manzoni, I promessi sposi, commentati da Roberto Braccesi, s.n., s.i., dopo il 1959, SBN MIL0760398.
- Alessandro Manzoni, Le tragedie secondo i manoscritti e le prime stampe; Fausto Nicolini, Arte e storia nei Promessi Sposi; Alessandro Manzoni, I Promessi Sposi, s.n., s.i., dopo il 1960, SBN NAP0251381.
- Alessandro Cutolo, L'autografo manzoniano Citterio dell'Inno Sacro, La Pentecoste, Torino,1957, privo di frontespizio, s.n., s.i., 1961, SBN MIL0759680.
- Ireneo Sanesi (a cura di), Alessandro Manzoni, Le poesie e le tragedie secondo la redazione definitiva, s.n., s.i., dopo il 1962, SBN MIL0760401.
- Michele Barbi, Note postume sui Promessi sposi: nota 2, in Rendiconti. Classe di lettere e scienze morali e storiche, Milano, Istituto lombardo di scienze e lettere, 1962, SBN MIL0582228.
- Michele Barbi, Note postume sui Promessi sposi: nota 3, in Rendiconti. Classe di lettere e scienze morali e storiche, Milano, Istituto lombardo di scienze e lettere, 1962, SBN MIL0582225.
- Michele Barbi, Note postume sui Promessi sposi: nota 4, in Rendiconti. Classe di lettere e scienze morali e storiche, Milano – Pavia, Istituto lombardo di scienze e lettere – Fusi, 1962, SBN MIL0614640.
- Spartaco terzo eroe tragico manzoniano, in Convivium, Torino – Genova – Milano, SEI, 1963, SBN MIL0760401.
- Opere di Alessandro Manzoni, recensione a cura di Lanfranco Caretti, s.n., s.i., 1964, SBN FER0188560.
- Michele Barbi, Note postume sui Promessi sposi: nota 7 e ultime, presentata da Fausto Ghisalberti, Milano, Tip. Luce, 1964, SBN MIL0582235.
- Giovanni Canna, l'ellenista cristiano dell'Ateneo pavese, nel cinquantenario della morte 1832-1915, s.n., s.i., 1965, SBN IEI0223342.
- Il commentario medioevale all'Ovidius maior consultato da Dante, Milano – Pavia, Istituto lombardo di scienze e lettere – Fusi, 1966, SBN MIL0581264.
- Il numismatico Gaetano Cattaneo: 1771-1841, in Rendiconti, Classe di Lettere, Milano, Istituto Lombardo di Scienze e Lettere, 1967, SBN LO11131902.

### Critica
- Alessandro Manzoni, Per l'edizione critica dei "Promessi Sposi", in Annali manzoniani, vol. 1, Milano, Casa Manzoni, 1939, SBN PUV0666246.
- Alessandro Manzoni, I promessi sposi: Storia della Colonna infame, a cura di Michele Barbi e Fausto Ghisalberti, collana Opere di Alessandro Manzoni, vol. 1, Milano – Firenze, Casa Manzoni – Sansoni, 1942, SBN UBO3814256.
- Alessandro Manzoni, I promessi sposi, a cura di Alberto Chiari e Fausto Ghisalberti, commento di Piero Nardi, Milano, Edizioni scolastiche Mondadori, 1946, SBN TO01741410.
- Critica manzoniana d'un decennio: Bibliografia delle pubblicazioni acquisite alla raccolta Treccani degli Alfieri dal 1939 al 1948, Milano, Casa Manzoni (Tip. A. Cordani), 1950, SBN CUB0307510.
- Alessandro Manzoni, Tutte le opere di Alessandro Manzoni, a cura di Alberto Chiari, collana I Classici Mondadori, volumi 4, Milano, Mondadori, 1954, OCLC 797425538.
- Alessandro Manzoni, I promessi sposi, a cura di Alberto Chiari e Fausto Ghisalberti, collana I Classici Mondadori, vol. 2, Milano, Mondadori, 1954, SBN UBO3814256.
- Un'edizione dei Promessi Sposi che non ha precedenti, s.n., s.i., 1955, SBN UFE0670656.
- Alessandro Manzoni, Poesie e tragedie, a cura di Alberto Chiari, collana I Classici Mondadori, vol. 1, Verona, Mondadori, 1957, OCLC 490386584.
- Alessandro Manzoni, I promessi sposi: testo critico della edizione definitiva del 1840 – Storia della colonna infame, collana Tutte le opere di Alessandro Manzoni, vol. 2.1, Milano, Mondadori, 1958, SBN AQ10029503.
- Alessandro Manzoni, I promessi sposi, a cura di Alberto Chiari e Fausto Ghisalberti, Milano, Mondadori, 1958, SBN TO00557320.
- Alessandro Manzoni, I promessi sposi: storia milanese del secolo XVII, a cura di Fausto Ghisalberti, Milano, Hoepli, 1958, SBN LO10259147.
- Alessandro Manzoni, Fermo e Lucia: prima composizione del 1821-1823 – Appendice storica su La colonna infame: primo abbozzo del 1823, collana Tutte le opere di Alessandro Manzoni, vol. 2.3, Milano, Mondadori, 1959, SBN AQ10029508.
- Alessandro Manzoni, Le tragedie secondo i manoscritti e le prime stampe; Fausto Nicolini, Arte e storia nei Promessi Sposi; Alessandro Manzoni, I Promessi Sposi, Fausto Ghisalberti (recensioni di), s.n., dopo il 1960, SBN NAP0251381.
- Alessandro Manzoni, I promessi sposi: storia milanese del secolo XVII, a cura di Fausto Ghisalberti, premessa e note di Ada Ruschioni, Milano, Ruschoni e Paolazzi, 1962, SBN MOD0125276.
- Alessandro Manzoni, Opere morali e filosofiche, collana I Classici Mondadori, vol. 3, 1ª ed., Mondadori, 1963, OCLC 604728119.
- Alessandro Manzoni, Saggi storici e politici, a cura di Alberto Chiari, collana I Classici Mondadori, vol. 4, 1ª ed., Milano, Mondadori, 1963, OCLC 490646485.
- Alessandro Manzoni, Scritti linguistici e letterari, a cura di Alberto Chiari, collana I Classici Mondadori, vol. 5, Milano, Mondadori, SBN MIL0022392.
- Alessandro Manzoni, I promessi sposi: storia milanese del secolo XVII, a cura di Fausto Ghisalberti, Milano, Hoepli, 1964, SBN RMS2457585.
- Alessandro Manzoni, I promessi sposi: storia della colonna infame, a cura di Michele Barbi, illustrazioni di Giorgio de Chirico, Milano, A. Palazzi, 1964, SBN PAL0065447.
- Alessandro Manzoni, Prose minori: lettere inedite e sparse, pensieri e sentenze, a cura di Alfonso Bertoldi, nuova presentazione di Fausto Ghisalberti, Firenze, Sansoni, 1967, SBN RLZ0102709.
- Alessandro Manzoni, I promessi sposi, a cura di Alberto Chiari e Fausto Ghisalberti, commento di Piero Nardi, Milano, Edizioni scolastiche Mondadori, 1967, SBN SBL0108476.
- Alessandro Manzoni, Fermo e Lucia, a cura di Alberto Chiari, collana I Classici Mondadori, tomo 2, vol. 3, 4ª ed., Milano, Mondadori, 1968, OCLC 249165273.
- Alessandro Manzoni, Lettere, a cura di Cesare Arieti, collana I Classici Mondadori, vol. 7, Milano, Mondadori, 1970, SBN MIL0022396.
- Alessandro Manzoni, I promessi sposi: storia milanese del secolo XVII, a cura di Alberto Chiari, collana I Classi Mondadori, Milano, Mondadori, 1973, OCLC 223414493.
- Alessandro Manzoni, I promessi sposi: storia milanese del secolo XVII, Milano, Hoepli, 1973, SBN LO10260233.